# تلخاب (شاهرود)
تلخاب یک روستا در ایران است که در دهستان خوارتوران در شهرستان شاهرود واقع شده‌است. تلخاب ۱۴۲ نفر جمعیت دارد.